# 拉雅里欧杜安
拉雅里欧杜安（法語：La Jarrie-Audouin，法語發音：[la ʒaʁi odwɛ̃]）是法国滨海夏朗德省的一个市镇，位于该省东部偏北，属于圣让当热利区。

## 地理
拉雅里欧杜安（46°1'42"N, 0°29'21"W）面积8.41 平方千米，位于法国新阿基坦大区滨海夏朗德省，该省份为法国西部滨海省份，北起旺代省，西临大西洋，南至吉倫特省，东南接多爾多涅省，东北接德塞夫勒省接壤，东临夏朗德省。
与拉雅里欧杜安接壤的市镇（或旧市镇、城区）包括：昂特藏-拉沙佩勒、夸韦尔、卢莱、圣马夏尔、圣皮埃尔德利勒、韦尔涅。

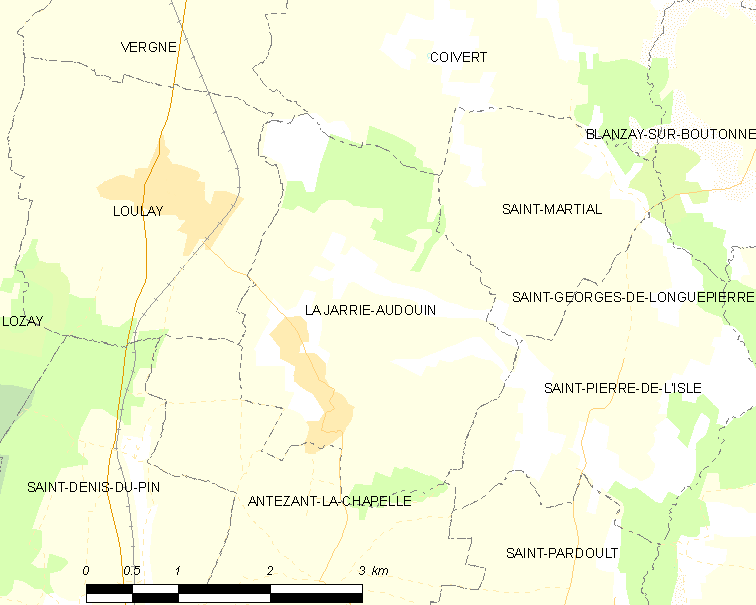
拉雅里欧杜安的OSM定位图

拉雅里欧杜安的时区为UTC+01:00、UTC+02:00（夏令时）。

## 行政
拉雅里欧杜安的邮政编码为17330，INSEE市镇编码为17195。

## 政治
拉雅里欧杜安所属的省级选区为圣让当热利县。

## 人口

1962-2008年间拉雅里欧杜安人口变化图示

拉雅里欧杜安于2022年1月1日时的人口数量为272人。